# Liste der Stadtoberhäupter von Fürth
Die Liste der Stadtoberhäupter von Fürth enthält alle 1. Bürgermeister bzw. Oberbürgermeister der Stadt Fürth seit ihrer Erhebung zur Stadt I. Klasse im Jahr 1818:
| Bürgermeister                 | Bürgermeister                 | Partei | Partei | Amtszeit                |
| ----------------------------- | ----------------------------- | ------ | ------ | ----------------------- |
|                               | Franz von Baeumen             |        |        | 1818–1857               |
|                               | Adolf John                    |        |        | 1857–1873               |
| Friedrich Ritter von Langhans | Friedrich Ritter von Langhans |        |        | 1873–1901               |
|                               | Theodor Kutzer                |        |        | 1901–1913               |
|                               | Robert Wild                   |        |        | 1914–1933               |
|                               | Franz Jakob                   |        |        | 1933–1940               |
|                               | vakant                        |        |        | 1940–1944               |
|                               | Karl Häupler                  |        |        | 1944–1945 kommissarisch |
|                               | Adolf Schwiening              |        |        | 1945–1946 kommissarisch |
|                               | Johann Schmidt                |        |        | 1946 kommissarisch      |
|                               | Hans Bornkessel               |        | SPD    | 1946–1964               |
|                               | Kurt Scherzer                 |        | FDP    | 1964–1984               |
| Uwe Lichtenberg (2009)        | Uwe Lichtenberg               |        | SPD    | 1984–1996               |
|                               | Wilhelm Wenning               |        | CSU    | 1996–2002               |
| Dr. Thomas Jung               | Thomas Jung                   |        | SPD    | seit 2002               |